# 頸城自動車

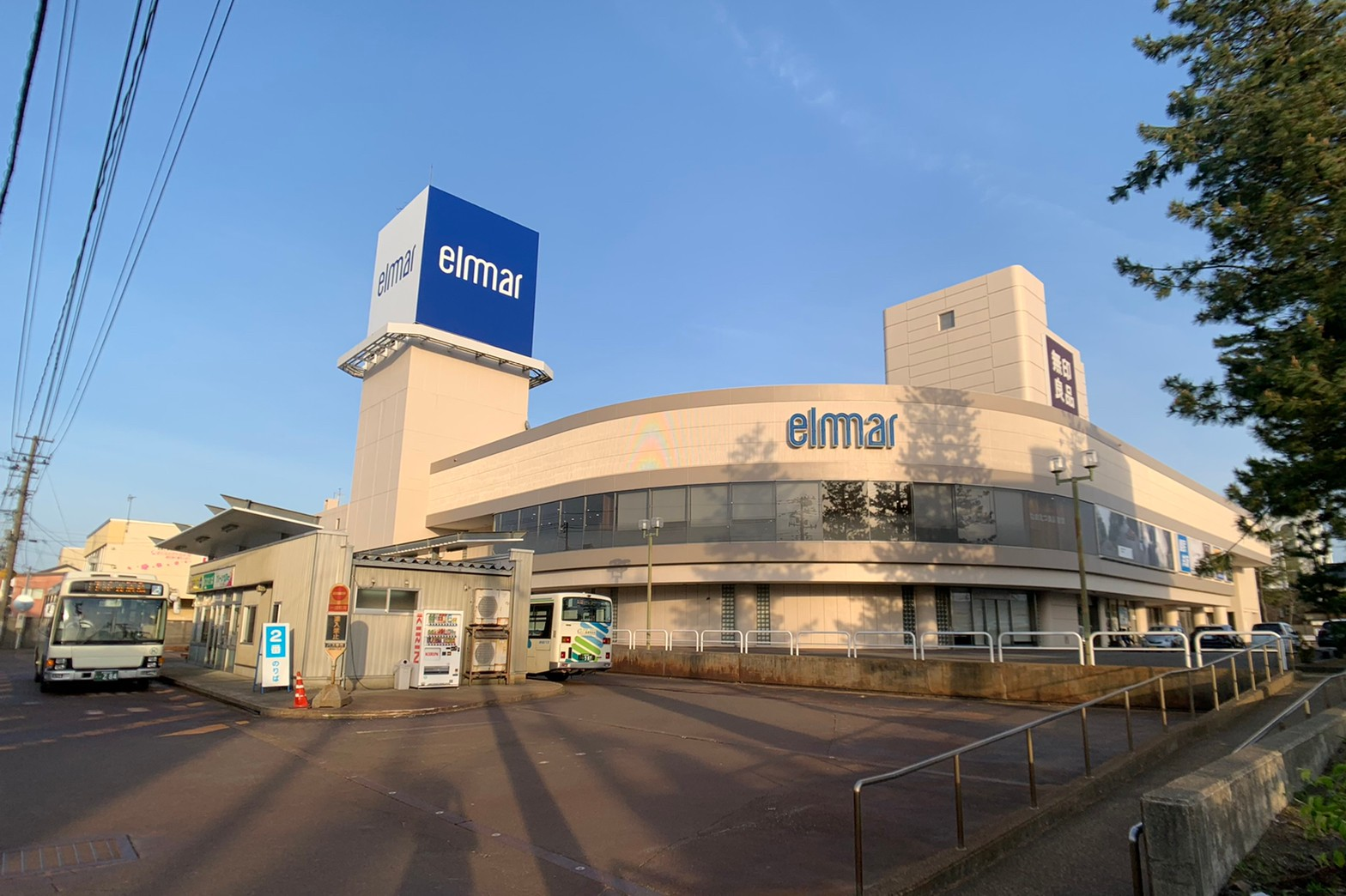
直江津側の路線バスの拠点のひとつ、直江津ショッピングセンター（エルマール）

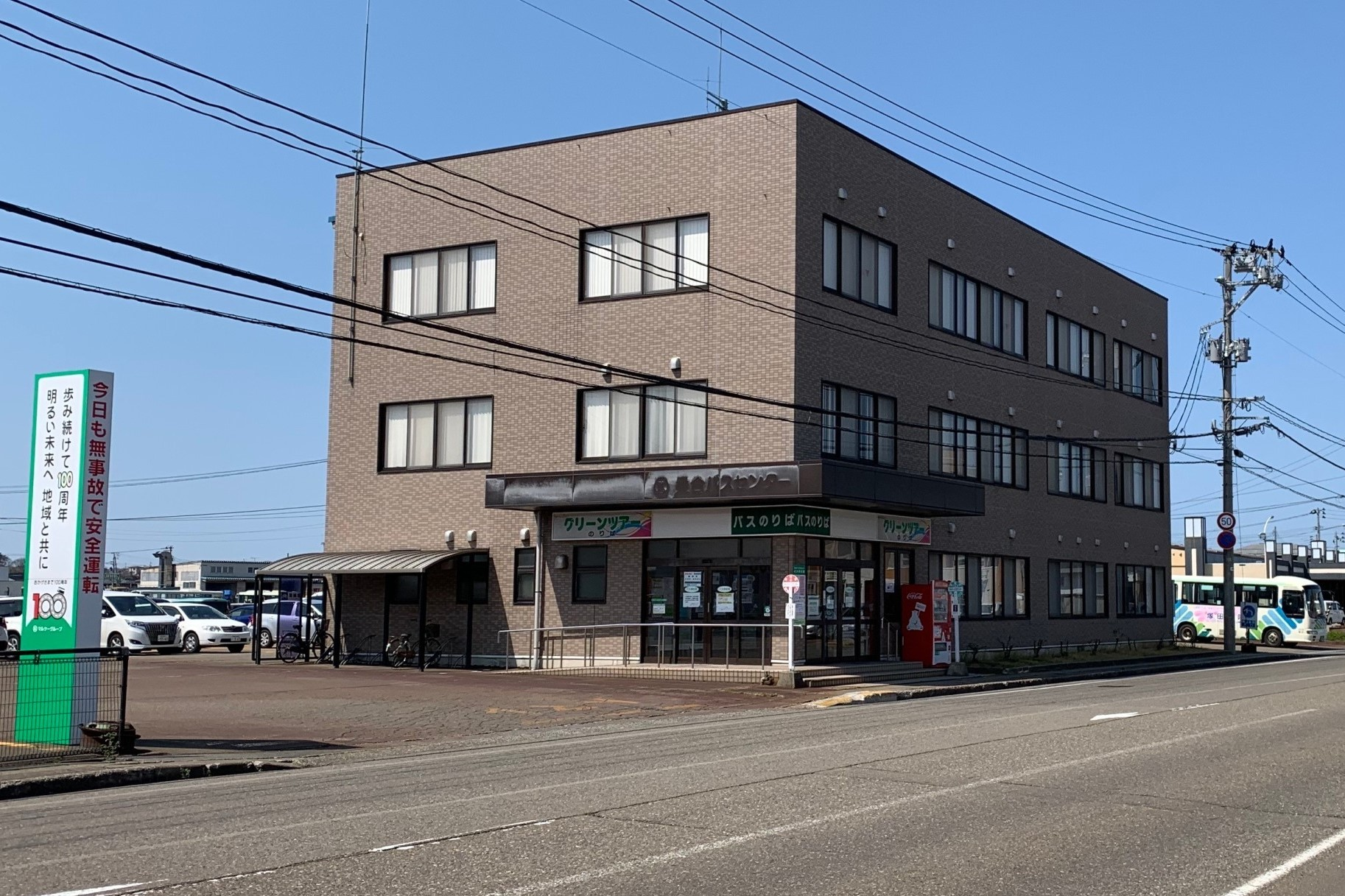
マルケーバスセンター

頸城自動車株式会社（くびきじどうしゃ）は、新潟県上越市に本社を置き、同市を中心とする上越地方で路線バス、貸切バスを運行するバス事業者。

## 概要
上越地方を拠点に各種公共交通事業を行っている企業で、「頸城」のイニシャルを表すアルファベットの「K」を丸で囲った社紋（Ⓚ）にちなんでマルケーの愛称で呼ばれるほか、頸城バスという通称表記も併せて使用している。
社名の「くびき」については拡張新字体で「頚城」と記されるケースがあるが、登記上の正式表記は「頸城」である。
かつては軽便鉄道の頸城鉄道線を運営する鉄道事業者でもあったが、同線は1971年（昭和46年）に全線が廃止された。

## 沿革

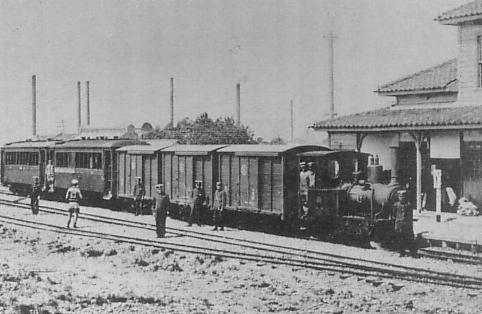
昭和戦前期の頸城鉄道線

- 1913年（大正2年）4月6日：頸城鉄道株式会社が設立される[1][2]。
- 1914年（大正3年）10月1日：頸城鉄道線が開業[7]。
- 1929年（昭和4年）8月1日：路線バス事業を開始。浦川原 - 直江津間を1日4往復運行[8]。
- 1932年（昭和7年）4月：松代自動車、安塚自動車を買収。松代自動車が保有していた権利を継承し、松代にてハイヤーの営業を開始[9]。
- 1933年（昭和8年）1月：川浦自動車を譲受[9]。
- 1934年（昭和9年）9月1日：白十字商会を譲受[9]。
- 1944年（昭和19年）5月5日：交通統合により頸城鉄道自動車株式会社に商号を変更[10]。
- 1955年（昭和30年）3月1日：直江津営業所を新設[11]。
- 1965年（昭和40年）1月16日：糸魚川営業所が竣工[11]。
- 1966年（昭和41年）3月31日：高田営業所が竣工[11]。
- 1971年（昭和46年）
  - 5月2日：頸城鉄道線廃止[2][6]。
  - 6月1日：鉄道部門の事業廃止に伴い、頸城自動車株式会社に商号を変更[2][6]。
- 1975年（昭和50年）11月17日：松代営業所が完成[12]。
- 1977年（昭和52年）8月1日：すべての路線バスがワンマン化[12]。
- 1983年（昭和58年）11月10日：高速バスに参入。高田 - 新潟線・直江津 - 新潟線の運行を開始。
- 1985年（昭和60年）9月21日：頸城小型バス（現在のくびき野バス）を設立。
- 1987年（昭和62年）10月1日：松代出張所を頸城小型バスに移管[13]。
- 1989年（平成元年）
  - 10月1日：柿崎出張所を頸北観光バスに移管[13]。
  - 12月22日：初の県外路線である高田 - 東京線の運行を開始[13][14]。
- 1990年（平成2年）10月22日：糸魚川 - 新潟線の運行を開始[13][15]。
- 1991年（平成3年）6月12日：市内路線用車両の塗色に現在のデザインを採用する[13]。
- 1992年（平成4年）10月1日：新井営業所を頸南バスに移管[13]。
- 1994年（平成6年）10月1日：糸魚川営業所を糸魚川バスに移管[16]。
- 1996年（平成8年）10月1日：浦川原出張所を東頸バスに移管[16]。
- 1998年（平成10年）11月：ワンステップバスの導入を開始。
- 1999年（平成11年）
  - 10月1日：高田営業所と直江津営業所を統合、乗合営業所を設置。
  - 12月22日：高田 - 東京線を直江津まで延伸。
- 2004年（平成16年）9月20日：本社を上越市西本町から現在地（上越市石橋）に移転[17]。

## 主な運行路線
現在の運行路線・ダイヤの詳細は、公式サイトあるいは上越市ホームページ「上越市公共交通総合時刻表」を参照。

### 高速バス

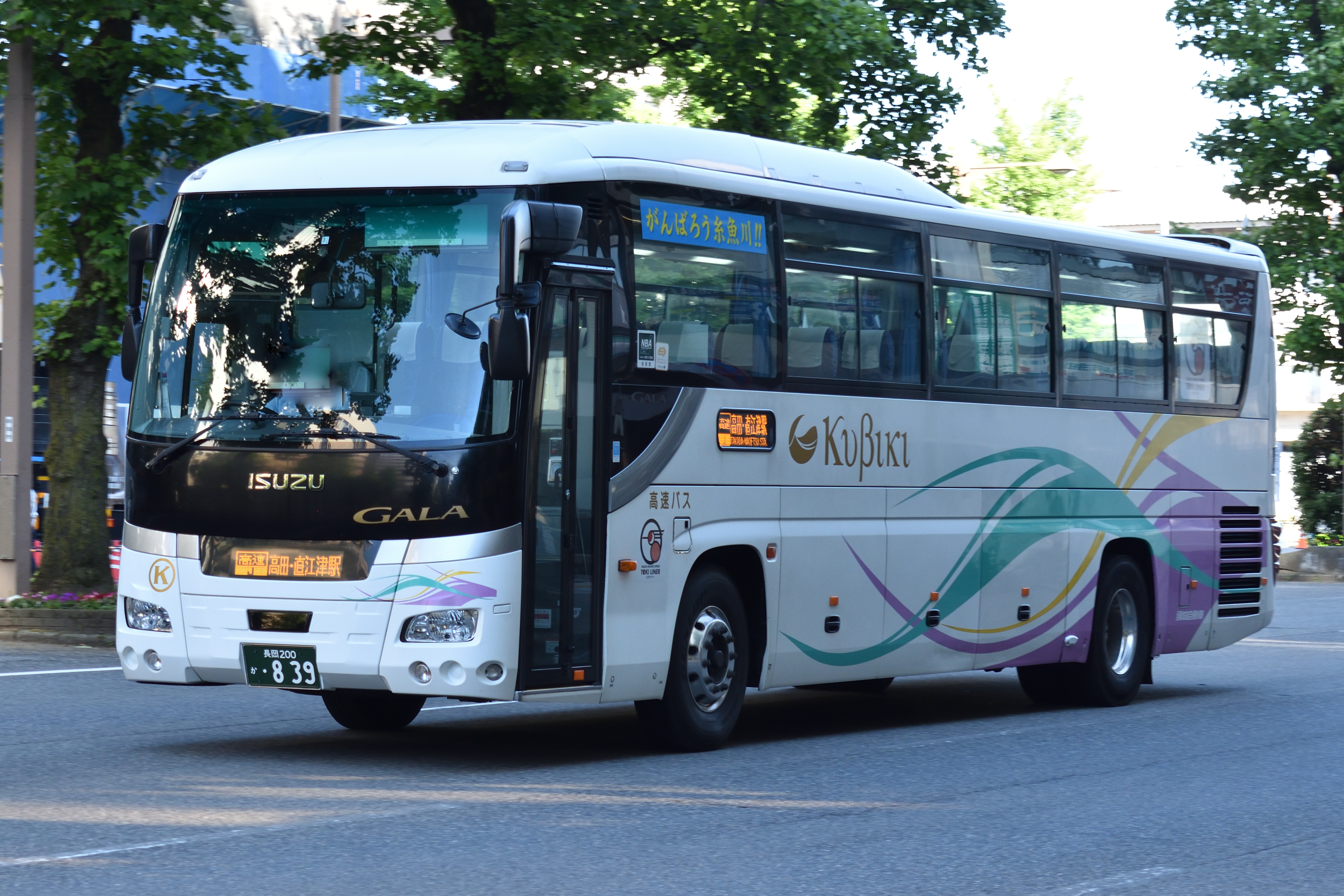
高速バス ときライナー上越線

#### 県外線
- 直江津・高田・柏崎 - 東京（池袋・新宿）線（3往復）
  - 越後交通・西武バスと共同運行

現在の県外線は上記1路線のみ。
以前はこのほかに1997年（平成9年）10月16日に運行を開始した直江津・高田 - 長野線（川中島バスと共同運行）があった。
当時は上信越自動車道が中郷インターチェンジまでしか開通しておらず、中郷以北は国道18号・上越大通りなどを経由していた。しかし、並行する信越本線の利用者を取り込めず不採算が続いたため、翌1998年（平成10年）7月をもって運行休止された。両社は上信越道が上越ジャンクションまで全通した後の運行再開を検討していたが、採算性の問題などもあり、現在に至るまで再開には至っていない。

#### 県内線
- 【ときライナー】Ｊ 上越線（高田経由直江津発着・高田発着各5往復）
  - 越後交通・新潟交通と共同運行
- 【ときライナー】Ｉ 糸魚川線（2往復）
  - 2010年（平成22年）3月31日までは新潟交通と共同運行を行っていたが、現在は頸城自動車が単独で運行している[注 1]。

現在、県内線（ときライナー）は上記2路線を運行している。両路線とも運賃精算にSuicaなどの交通系ICカードおよび新潟交通が発行するりゅーとが使用できる。
以前はこのほか、下記の路線が運行されていた。
- 新井・高田 - 長岡線（越後交通と共同運行）1985年12月27日運行開始、新井 - 高田間199x年区間廃止[要出典]、2007年4月1日全面廃止
- 糸魚川 - 高田線（頸城自動車単独運行）1988年7月21日運行開始[13]、1999年4月1日休止、同年6月1日廃止
- 妙高高原 - 新潟線（新潟交通と共同運行）2000年4月1日運行開始[16]、2001年12月廃止[16]
- 高田 - 柿崎線（頸城自動車単独運行）

### 路線バス

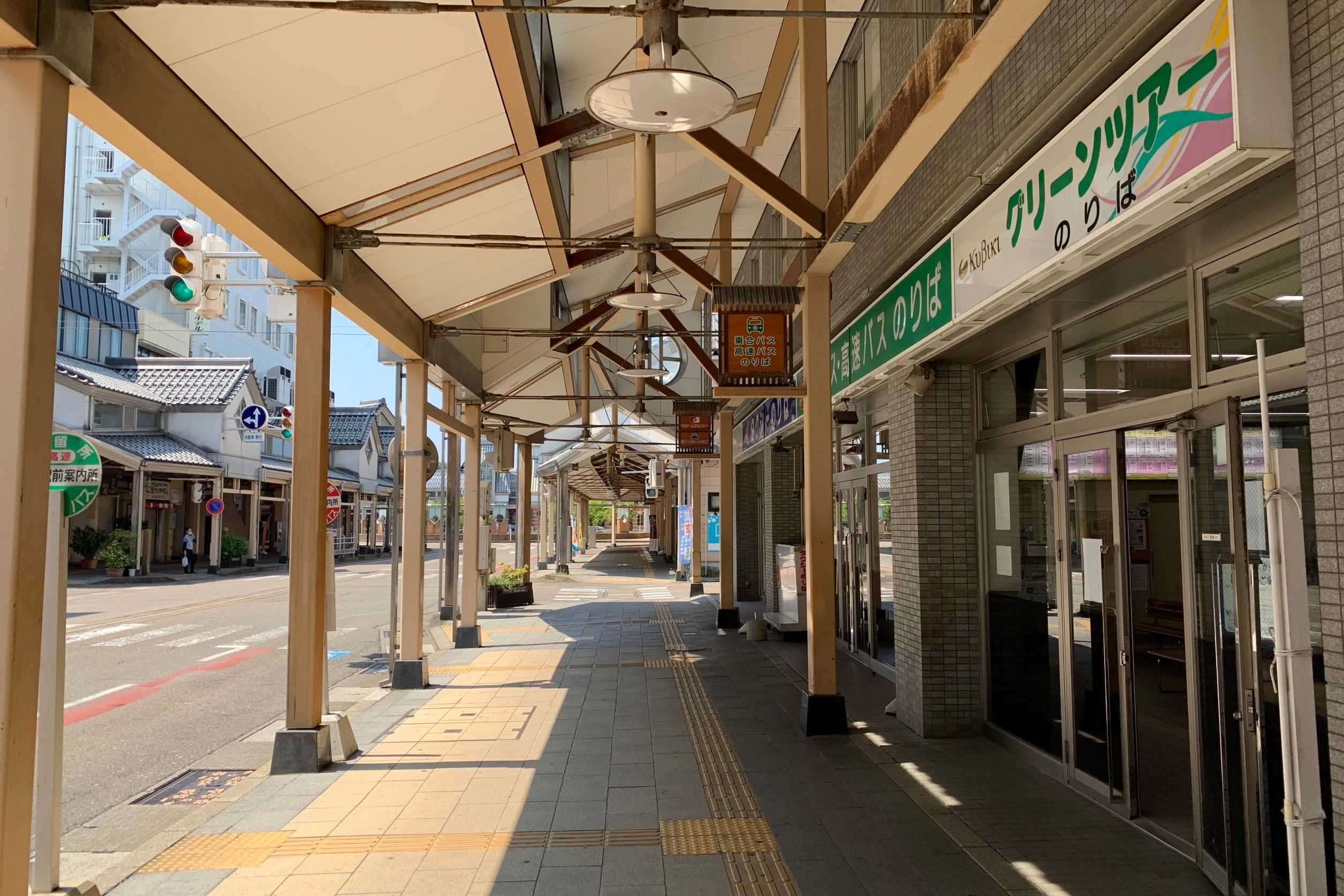
高田駅前案内所（2020年8月）

マルケーグループで路線バスの運行を行っている事業者は計6社で、このうち頸城自動車は主に上越市の旧市域北部（直江津地区）を中心に路線網を有しており、上越市の主要市街地間を連絡する路線を中心に運営を担っている。
その他の地域子会社5社は、旧市域中部・南部（高田地区）から編入市域南東部（牧区など）への路線はくびき野バス、柿崎区・大潟区などの路線は頸北観光バス、浦川原区・安塚区・大島区や十日町市中心部および松代・松之山地区の路線は東頸バス、妙高市の路線は頸南バス、糸魚川市の路線は糸魚川バスが、それぞれ営業地域として運営を担っている。
頸城自動車はかつて上越市から国道8号などを経由して柏崎市に至る路線も運行していたが、グループ6社が現在運行している路線は前掲の東頸バスを除き、上越地方3市内のみとなっている。

#### 運行路線
2021年9月現在。
※は地域間幹線系統として国・新潟県・自治体から、△は生活交通路線として新潟県・自治体からそれぞれ補助を受ける。
1   上越大通り線（本町・浜線方面） ※
- 上越妙高駅前 - 南本町一丁目 - 高田駅前案内所 - 本町六丁目 - 上越市役所入口 - マルケーバスセンター - （労災病院前） - 直江津ショッピングセンター前 - 直江津駅前 - 直江津港 - 犀潟駅入口 - 潟町駅入口 - 鵜の浜 - （雁子浜東）
  - 鵜の浜 - 雁子浜東は平日の一部便のみ運行。

1a  上越大通り線（中央病院・新井方面） ※
- 新井バスターミナル - 北新井駅入口 - 上越妙高駅前 - 南本町一丁目 - 本町四丁目 - 高田駅前案内所 - 北城町 - 上越地域振興局庁舎前 - 看護大学 - 中央病院 - 上越モール前・悠久の里前
  - 往復ともに、上越モール前→悠久の里前の順に停車する。

2   上越大通り線（西城町方面）
- 直江津港 - 直江津駅前 - 直江津ショッピングセンター前 - マルケーバスセンター - 上越市役所入口 - 西城町十字路 - 看護大学 - 中央病院
- 福橋東 - 上越テクノセンター前 - 春日新田西 - 直江津駅前 - 直江津ショッピングセンター前 - マルケーバスセンター - 上越市役所入口 - 西城町十字路 - 看護大学 - 中央病院
- 上越妙高駅前→西城町十字路→上越市役所入口→マルケーバスセンター→直江津ショッピングセンター前→直江津駅前→春日新田西→上越テクノセンター前→福橋東
  - 福橋東発着となる便は、平日のみ運行。

3   浜線 ※
- 鵜の浜 - 雁子浜東 - 上下浜温泉入口 - 柿崎病院前 - 柿崎バスターミナル
  - 2016年10月1日 - 上越大通り線と重複していた、マルケーバスセンター - 鵜の浜間の路線短縮。

4   佐渡汽船連絡バス
- 直江津駅前 - 直江津港（佐渡汽船のりば）
- 上越妙高駅前（東口） -（山麓線経由）- 直江津港（佐渡汽船のりば）
  - 佐渡汽船の直江津港 - 小木港間航路の発着に合わせ運行。
  - 直江津駅発着便・上越妙高駅発着便のいずれも直行便で、途中停留所には停車しない。両駅と佐渡汽船のりばの間にはこのほか、前掲の上越大通り線も運行されている。

5   教育大学線 △
- 直江津駅前 - 直江津ショッピングセンター前 - 春日野一丁目 - 春日山下南 - 教育大学 - 藤巻入口 - 本町六丁目 - 上越地域振興局庁舎入口 - 中央病院 - 上越モール前・悠久の里
  - 往復ともに、上越モール前→悠久の里前の順に停車する。

6   富岡線 △
- 高田駅前案内所 - 北城町 - 謙信公武道館前 - 富岡中央 - 藤野（イオン入口） - リージョンプラザ  - 上越病院 - 蟹池 - 春日新田西 - 直江津駅前 - 直江津ショッピングセンター前 - マルケーバスセンター
  - 土曜・休日と8月15日 - 8月16日、12月29日 - 1月3日は、上越病院を経由しない。

7   春日山・佐内線 △
- 佐内入口 - 労災病院前 - 直江津駅前 - 直江津ショッピングセンター前 - 伊豆殿団地 - （春日山荘前） - 春日山駅前 - 本町六丁目 - （高田駅前案内所） - 大手町十字路 - 上越地域振興局庁舎入口 - 中央病院 - 上越モール前 - 悠久の里前
  - 基本運行区間は直江津駅 - 中央病院
  - 往復ともに、上越モール前→悠久の里前の順に停車する。

8   佐内・直江津循環線 ※
- 佐内入口 - 下源入 - 労災病院前 - 直江津駅南口 - マルケーバスセンター - 直江津ショッピングセンター前 - 中央五丁目 - 中央二丁目 - 直江津駅前

10  浦川原線 ※
- マルケーバスセンター - （労災病院前） - 直江津ショッピングセンター前 - 直江津駅前 - 春日新田西 - 上越テクノセンター前 - 福橋東 - 上名柄 - 青野十文字 - うらがわら駅前 - 浦川原バスターミナル
  - 平日2往復は労災病院経由

11  謙信公大通り循環線 △
- 春日山駅前→林泉寺入口→合同庁舎前→市役所→上越総合病院→リージョンプラザ→教育プラザ前→藤野（イオン入口）→上越総合病院→市役所→合同庁舎前→林泉寺入口→春日山駅前
  - 土曜・休日と8月15日 - 8月16日、12月29日 - 1月3日は全便運休。

12  上越病院線
- 直江津駅前 - 直江津ショッピングセンター前 - 石橋 - 新光町 - 上越市役所入口 - 上越総合病院
  - 休日と12月31日 - 1月3日は全便運休。

13  アルカディアシャトル便 △
- 春日山駅前 - 謙信公大橋西詰 - アルカディアシティ - リージョンプラザ - 藤野（イオン入口）- 富岡西 - 上越病院
  - 土曜・休日と8月15日 - 8月16日、12月29日 - 1月3日の間運行。

14  謙信公大通り線
- 直江津ショッピングセンター前 - 国府新町 - 伊豆殿団地 - 合同庁舎前 - 上越総合病院

20  南川線（市村経由）△
- 労災病院前 - 直江津ショッピングセンター前 - 直江津駅前 - 橋場 - 南川小学校前 - 三分一 - 市村 - 海洋センター前 - 頸城中学校前

21  南川線（島田経由）△
- 労災病院前 - 直江津ショッピングセンター前 - 直江津駅前 - 橋場 - 南川小学校前 - 三分一 - 高速頸城バス停入口 - 島田西 - 頸城中学校前 - 海洋センター前

30  桑取線 △
- 労災病院前 - 直江津駅前 - 直江津ショッピングセンター前 - 郷津 - 谷浜駅前 - 有間川橋 - 西横山 - 北谷 - くわどり湯ったり村

31  名立線 △
- 労災病院前 - 直江津駅南口 - 直江津ショッピングセンター前 - 郷津 - 谷浜駅前 - 新有間川 - 有間川駅前 - 名立車庫前 - うみてらす名立前 - コミュニティプラザ前
  - 2017年4月1日 - コミュニティプラザ前 - 東飛山間の路線短縮。廃止区間は上越市営バス東飛山線にて代替。

32  能生線 △
- 労災病院前 - 直江津駅南口 - 直江津ショッピングセンター前 - 谷浜駅前 - 郷津 - 谷浜駅前 - 新有間川 - 有間川駅前 - 名立車庫前 - うみてらす名立前 - 徳合崎 - マリンドリーム能生 - 能生案内所
  - 日曜・休日と8月15日 - 8月16日、12月29日 - 1月3日は全便運休。

36  山麓線 △
- 直江津駅前 - 直江津ショッピングセンター前 - 国府四丁目 - 春日野一丁目 - 教育大学東 - 関根学園高校前 - 商業高校前 - 医療センター病院 - 南本町一丁目 - 上越妙高駅前（東口）
  - 土曜・休日と8月15日 - 8月16日、12月29日 - 1月3日は全便運休

40  中央病院線
- 高田駅前→西城町十字路→総合技術高校前→上越地域振興局庁舎前→看護大学→中央病院
  - 土曜・休日と8月15日 - 8月16日、12月29日 - 1月3日は全便運休

## 車両

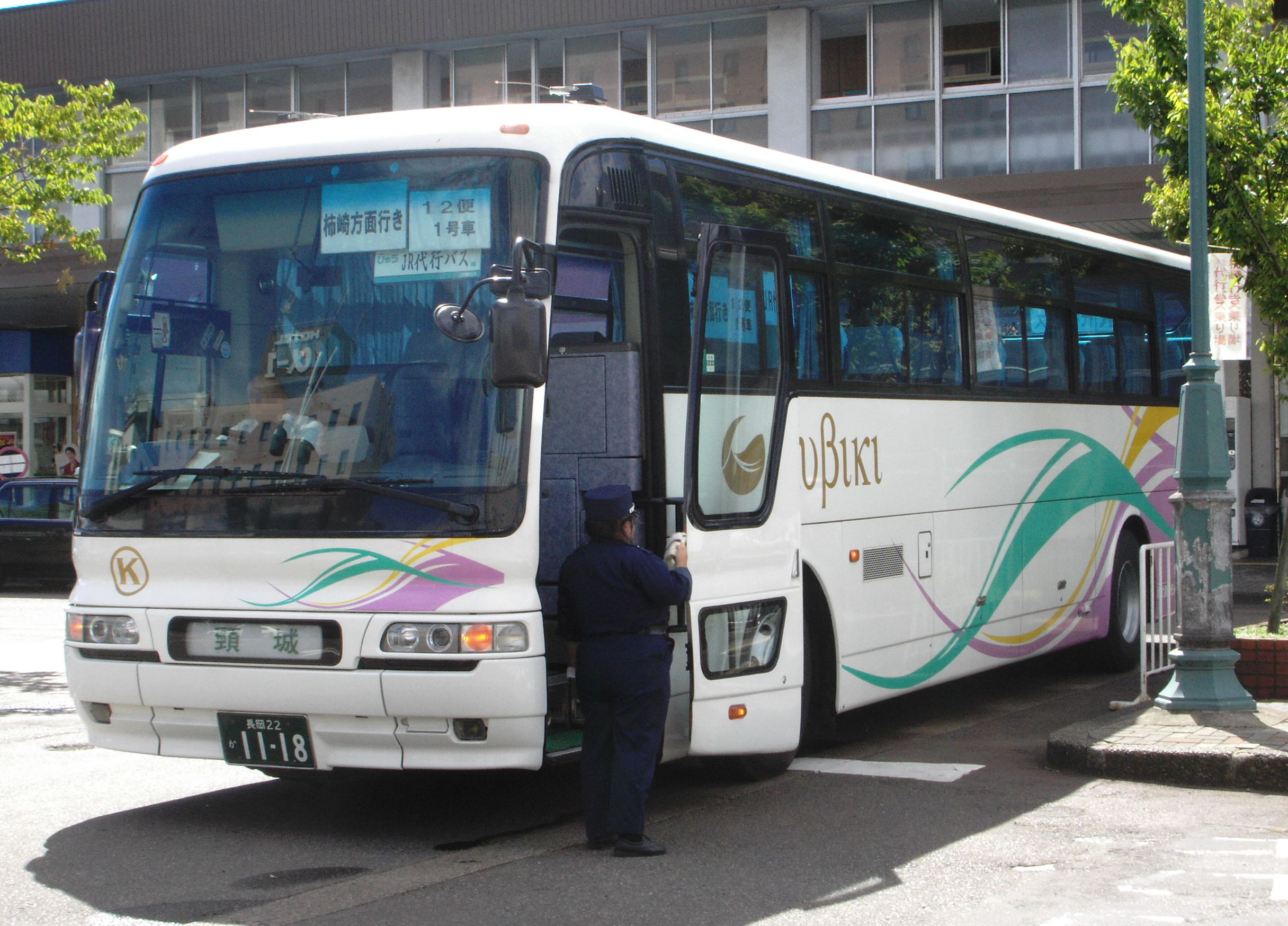
貸切用車両

- グループ全体で国産4メーカーすべてを導入しているが、頚城自動車本体の市内路線用車両はいすゞ自動車製の車両が主力である。
  - グループ各社を含め、2001年（平成13年）までに導入した市内路線用の車両には側面の行先表示機は設置されておらず、乗車口横にサボを挿して経由地を表示している。また、同年までに中古で導入した車両は側面の方向幕跡をふさぎ、やはり乗車口横にサボを挿している。
  - しかし、交通バリアフリー法の施行もあり、2002年（平成14年）以降に導入された車両はサボによる表示を止め、LED式行先表示機を設置している。
- 上越 - 東京線開業時には、専用車両として4列シートの日産ディーゼル・スペースウイングを投入したが[注 2]、その後の車両代替では3列シートの三菱ふそう・エアロクイーンやいすゞ・ガーラを採用している。
- 現在、県内高速バス用車両の多くは三菱ふそう・エアロバスだが、日野・セレガRやいすゞ・ガーラも採用している。
- 貸切用車両は現在、三菱ふそう・日野自動車両社製の車両が主要な割合を占めている。